# Chagai Hills
Die Chagai Hills sind ein Gebirgszug im Norden der pakistanischen Provinz Belutschistan. Sie erstrecken sich im Norden des Distrikts Chagai entlang dessen Grenze mit den afghanischen Provinzen Helmand und Nimrus.

## Geographie

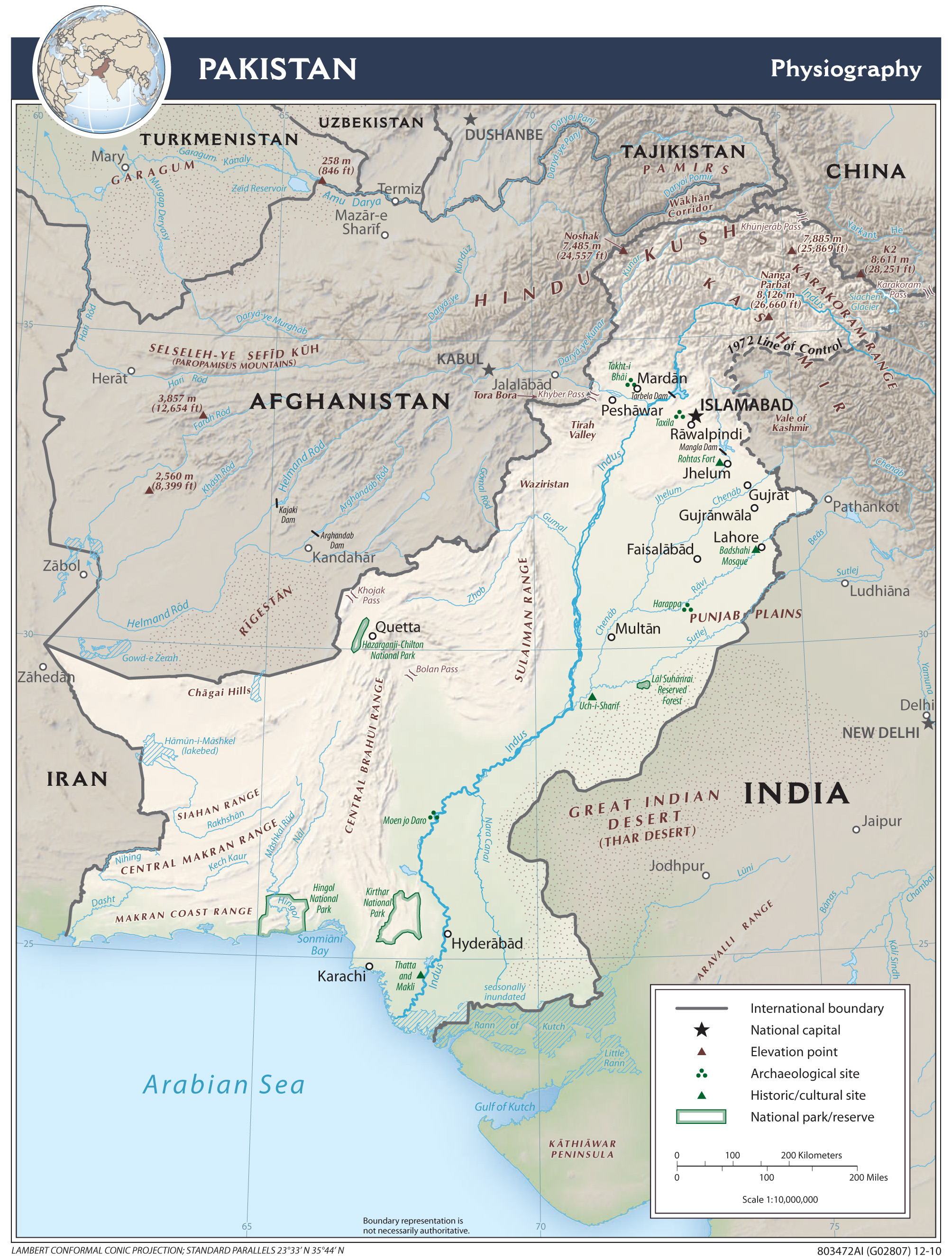
Karte von Pakistan; im linken unteren Quadranten die Chagai Hills

Die vornehmlich aus Granit bestehende Bergkette und die weiter südlich nahezu parallel verlaufenden Ras Koh Hills zweigen in allgemein westsüdwestlicher Richtung von dem in grob nord-südlicher Richtung verlaufenden Kirthargebirge ab. Die Chagai Hills erstrecken sich über eine Länge von rund 175 km von etwa 29° 34′ 0″ N, 64° 50′ 0″ O nordwestlich der ausgedehnten Salztonebene Hamun-i-Lora im Nordosten bis etwa 28° 46′ 0″ N, 63° 18′ 0″ O rund 120 km westnordwestlich von Dalbandin, dem Verwaltungssitz des Distrikts Chagai, im Westen und sind bis zu 95 km breit. Entlang ihrer Südflanke verläuft in dem langgestreckten und bis zu 7 km breiten Dalbandin-Tal, das die Ras Koh Hills von den Chagai Hills trennt, die Nationalstraße N-40 („Quetta-Taftan-Highway“) von Nushki nach Dalbandin und weiter nach Taftan an der Grenze zum Iran. Die höchsten Erhebungen der Kette sind:
- Kambran (2640 m)
- Malik Naru (2453 m)
- Malik Teznan (2383 m)
- Maran (2266 m)
- Shaik Husain (2131 m)

Die Nordflanke der Chagai Hills wird von einem breiten Gürtel von Sanddünen gesäumt. Die gesamte Kette ist von einer 20–24 km breiten Geröllzone umgeben. Die Bergkette ist durch zahlreiche von Wasser und Wind verursachte Schluchten durchbrochen, und wo diese in die Geröllzone einmünden, sind sie oft von langen, schmalen, in Nord-Süd-Richtung verlaufenden Dünen begleitet. Das Dalbandin-Tal selbst ist auch durch oft sehr hohe Wanderdünen charakterisiert.

## Klima
Das Klima der Gegend ist sehr kontinental geprägt und arid. Niederschläge sind selten und unregelmäßig und die durchschnittliche Niederschlagsmenge in Dalbandin pro Jahr beträgt lediglich etwa 10 cm. Die Temperaturen sind sehr heiß im Sommer (durchschnittliche Höchsttemperatur 42,5 °C im Juli) und kalt im Winter (durchschnittliche Tiefsttemperatur 2,4 °C im Januar). Auf Grund des trockenen Klimas sind die Berge, wie auch die benachbarten Täler, nahezu ohne Vegetation.

## Atomwaffentests
Die im Jahre 1998 mit den Codenamen Chagai-I und Chagai-II von Pakistan durchgeführten sechs unterirdischen Nuklearexplosionen fanden nicht in den Chagai Hills, sondern unter dem Koh Kambaran in den Ras Koh Hills bzw. in der Kharan-Wüste etwa 100 km südwestlich von Dalbandin statt.